# Ушинци
Ушѝнци е село в Североизточна България. То се намира в община Разград, област Разград и има 277 постоянни жители, което го прави единственото село с ръст в броя на населението към 2017 в общината.

## География
Село Ушинци се намира на 7 км източно от град Разград на Европейски път Е70 в долината на река Бели Лом. Отстои на 360 км югоизточно от столицата София. До селото има редовен автобусен транспорт. Климатът се характеризира с горещо и сухо лято и студена зима. Пролетта настъпва рано и е по-студена от есента.

## История
Въпреки че липсват конкретни сведения има основание да се предполага, че районът на селото е населяван от древността, защото е разположен недалеч от важния укрепен военен лагер и град Абритус. Могилите, разположени източно и западно от селото са с вероятен тракийски произход – гробници, пътепоказатели или селищни могили, но въпреки това не са провеждани сериозни археологически проучвания в района.
През османския период селото се нарича Каба кулак. През 1810-1811 г. по време на Руско-турската война е опожарен Разград и много местни българи се изселват в Бесарабия.
Войнишкият паметник в селото е издигнат в чест на загиналите във войните за национално единение местни жители.

## Население
Численост на населението според преброяванията през годините:
| \| Година на преброяване \| Численост \| \| --------------------- \| --------- \| \| 1934 \| 789 \| \| 1946 \| 685 \| \| 1956 \| 541 \| \| 1965 \| 525 \| \| 1975 \| 443 \| \| 1985 \| 270 \| \| 1992 \| 303 \| \| 2001 \| 297 \| \| 2011 \| 292 \| \| 2021 \| 292 \| |           |
| Година на преброяване | Численост |
| 1934 | 789       |
| 1946 | 685       |
| 1956 | 541       |
| 1965 | 525       |
| 1975 | 443       |
| 1985 | 270       |
| 1992 | 303       |
| 2001 | 297       |
| 2011 | 292       |
| 2021 | 292       |

### Етнически състав
Преброяване на населението през 2011 г.
Численост и дял на етническите групи според преброяването на населението през 2011 г.:
|                     | Численост | Дял (в %) |
| Общо                | 292       | 100.00    |
| Българи             | 286       | 97.94     |
| Турци               | 0         | 0.00      |
| Цигани              | 0         | 0.00      |
| Други               | 0         | 0.00      |
| Не се самоопределят | 1         | 0.34      |
| Неотговорили        | 5         | 1.71      |

## Обществени институции
- Кметство Ушинци – ул. „Бузлуджа“ №15, тел.084726232
- Клон на Български пощи – ул. „Бузлуджа“№2, ПК-7244, тел.084726222
- Библиотека и читалище „Нов живот“ – ул. „Бузлуджа“ №1.

## Културни и природни забележителности
Стария Хамбар в центъра на селото е с над 100-годишна история, а в селото работи и православната църква „Св. Архангел Михаил“. Вилната зона „Белите манастири“ и разположеният недалеч язовир Бели Лом предлагат възможност за туризъм и развлечение.

## Редовни събития
- Гергьовден – Чеверме в местността „Дядовото Паново чеирче“,
- 24 май – Празник на селото /сбор/,
- Архангеловден - курбан на селото.

## Личности
- Стоян Тодоров Стоянов- професор по психиатрия,
- Христо Илиев Маринов – професор по география,
- Илия Тодоров Карагеоргиев- доцент по биология.
- Пенко Николов Пенев – доцент к. м. н.
- Йорданка Христова Данева – биохимик.
- Христо Данев – литератор.
- Димо Пенев – литератор.
- Петър Тончев – поет, автор на стиховата поредица „На синора“, издадена в сборник „Север“.